# Маслама ибн Абдул-Малик
Маслама ибн Абдул-Малик (араб. مسلمة بن عبد الملك‎) — арабский полководец первой половины VIII века. Воевал против Византийской империи и Хазарского каганата. Он достиг большой известности во время осады Константинополя и в походе на Кавказ. После подавления в 720—721 году восстания Язида II ибн аль-Мухаллаба стал наместником Ирака. Маслама всю жизнь провел в военных походах и умер в Сирии в 738 году.

## Биография

### Происхождение
Маслама был сыном халифа Абдул-Малика ибн Марвана и являлся, таким образом, братом по отцу халифам Валиду б. Абдул-Малику и Хишаму б. Абдул-Малику. Однако его мать была умм валад, т.е. невольницей родившей сына своему господину, вследствие чего Маслама не имел законных прав наследовать власть и сам никогда не претендовал на неё. При правлении халифа Сулеймана он был наместником Ирана и Армении.

### Война с Византией
Первые упоминается о Масламе относятся к 705 году в качестве военачальника арабской армии, воевавшей против Византийской империи. Его первый крупный военный поход состоялся в 707—708 году против византийского города Тиана. Спустя несколько месяцев, Маслама совершил поход в Анатолию, а также разбил византийскую армию под Амориумом. В 709 году армия под руководством Масламы ибн Абдул-Малика вторглась в Исаврию. Во время безуспешной осады Константинополя, осуществлённой в 717—718 годах халифом Сулейманом, Маслама командовал арабским флотом.

#### Мечеть Масламы в Константинополе
Принято считать, что именно Маслама попросил императора Льва III организовать мечеть для военнопленных мусульман. Мечеть и дом для приезжающих в город мусульман были якобы построены в 717 году. В действительности время и обстоятельства возникновения мечети в Константинополе неизвестны. В 1049—1050 гг. Константин IX Мономах обновил мечеть Масламы в знак признательности за услугу, оказанную ему одним из сельджукских беев. Вероятно, мечеть находилась в квартале Галата, где позднее построили церковь Святого Павла.

### Завоевание Кавказа
В 709 году Маслама был назначен военным наместником Армении и Азербайджана, сменив своего дядю Мухаммада ибн Марвана. Ранее он был назначен правителем Джунд Киннасрина. Контролируя северо-западные границы халифата, Маслама предпринял ряд походов против Византии. В 712 году он захватил Амасью, а в 714 году — Малатью. После того, как в 723 году сводный брат Масламы, Хишам ибн Абдул-Малик, стал халифом, сам он вскоре (в 725 году) получил назначение наместником и Арминийи, и Азербайджана.

#### Война с хазарами на Кавказе
Маслама ибн Абдул-Малик приступил к исполнению обязанностей наместника Армении и Азербайджана с похода 725 года против Лакза и Дагестана, закрепившись в районе Хасмадан. Контрнаступление войск хазарского хакана под руководством его сына Барсбека состоялось в следующем, 726 году; для пресечения его был направлен корпус ал-Хариса б. Амр ат-Таи. В окрестностях г. Варсана на рубеже 726—727 г. н. э. состоялось решающее сражение кампании, по итогам которого хазары отступили — однако погиб и ал-Харис. Лишь после этого Маслама лично выступил на войну — однако его прибытие в Барда’а не датировано не только месяцем, но даже временем года; упоминается только год. Прибывшие в начале 109 г. х. (к лету 727) войска мусульман рассредоточились по Азербайджану и остались здесь же на зимовку, готовясь отразить традиционный зимний набег хазар — однако те не появились. Причина отсутствия набега разнится у разных историков: от страха многочисленной армии Масламы до необходимости восполнения потерь после битвы с ал-Харисом. С наступлением весны 728 года. войско Масламы перешло в наступление — по маршруту в обход прикаспийской полосы, фактически по землям Грузии, в районе Дарьяльского прохода («Алановых ворот»). После этого арабы настигли хазар — однако последние успешно уклонялись от генерального сражения, изматывая противника налётами в течение полного месяца. Против арабов сыграла погода — шли дожди, превратившие землю в слякоть, совершенно непривычную для мусульман. Какой-то из этих многочисленных эпизодов данного похода пришёлся на четверг, 8 джумады 110 г.х (18 сентября 728) — после него командование хазаров осознало, что исходом сражений может стать в лучшем случае ничья; отказавшись от идеи пробиться к богатым зимним пастбищам, хазары отступили в исходные земли. Арабские историки на основании этого отступления сочли, что победителями всё-таки вышли арабы; сама кампания из-за погодных условий осталась в анналах истории как «слякотный поход».
Хишам разошёлся с летописцами в оценке результатов похода Масламы ибн Абдул-Малика, сочтя действия военачальника недостаточными. В 111 г.х. Маслама был смещён, на прежнюю должность был восстановлен ал-Джарах б. Абдаллах ал-Хаками. Войска под командованием нового начальника незамедлительно (то есть весной 729 года) прошли Тифлис, напали на хазарский город ал-Байда и разграбили его. Осенью того же года хазары провели контрнаступление через Азербайджан, осадив Ардебил; ал-Джараху пришлось перебросить войска из Барда’а через Байлакан и Варсан — но после деблокады Байлакана контроль над территорией пришлось возвращать по регионам. В это же время к Ардебилу подступили основные силы хазар; ал-Джарраху пришлось вторично разворачивать войска и становиться лагерем около Баджравана. Времени на создание укреплений не было, арабы приняли бой на неподготовленных позициях в окрестности горы Сабалан. Сражение длилось три дня, в ходе его войско арабов было наголову разбито 8 декабря 730 года (выжило порядка 700 бойцов, скрывшихся в горах), а сам ал-Джарах погиб. После хазары приступили к правильной осаде Ардебила — с применением подкопов и камнемётных машин. Жители города решили сдаться на милость победителей — однако её не последовало: все защитники были перебиты, женщины и дети обращены в рабство, а сам город основательно разграблен и сожжён.
Известие о произошедшем достигло двора халифа с опозданием — Хишам направил Са’ида ал-Хараши исправлять положение тогда, когда решающее сражение было уже дано и проиграно. Ал-Хараши выступил в Арминиййу по главной дороге через Ахлат, созывая добровольцев; здесь же к нему присоединились выжившие бойы ал-Джарраха. С прибытием выживших стало проясняться и истинное положение дел, граничащее с катастрофой, вследствие чего ал-Хараши прибег к ускоренной переброске воинов в необычной манере — не на своих лошадях, а на почтовых мулах малыми группами. Дальнейший маршрут следования войска ал-Хараши идентичен маршруту войска ал-Джарраха: доукомплектовка в Барда’а и выступление к Варсану через Байлакан. В окрестностях Варсана войско ал-Хараши настигло отступающих хазар, отягощённых взятыми в Ардебиле добычей и пленниками, и совершило ночную атаку. Мусульманские источники расходятся в том, насколько глубоко бойы ал-Хараши проникли в лагерь противника и достигли ли ставки хазарского командира, однако сходятся в том, что хазары были вынуждены отступить, пленные были освобождены, а добыча возвращена. Дальнейшие события осложнились конфликтом интересов внутри командования, описание которого порождает вопросы об искренности источников.
В следующем месяце, шаввале (17.12.730-14.01.731 г. н. э.), в Закавказье вернулся смещённый Маслама ибн Абдул-Малик, скорое появление которого подразумевало значительную степень его участия в кампании. Ещё не прибыв в Барда’а, прямо с дороги, Маслама послал извещение о смещении ал-Хараши с должности наместника и утверждении в этой должности Абдалмалика б. Муслимы ал-Укайля. Более того, Маслама отдал прямой приказ новому наместнику арестовать своего предшественника и содержать в кандалах до его, Масламы, прибытия в Барда’а. Прибыв в ставку, Маслама не только публично и грубо разговаривал с ал-Хараши, но так же переломил древко его командного знамени — это было уже откровенным вызовом и не могло остаться без наказания. Получив извещение об инциденте, Хишам сделал выговор Масламе и приказал восстановить в правах ал-Хараши. Описание этого инцидента подаётся разными источниками различно, отчего и возникает целый ряд вопросов.
Большинство хронистов вслед за ал-Куфи утверждают, что ал-Хараши был назначен на свой пост прямым приказом халифа — таким образом, все претензии Масламы к нему были безосновательны. Однако ал-Йакуби свидетельствует, что ал-Хараши был всего лишь командующим авангардом армии Масламы, то есть последний не был смещён со своей должности приказом халифа. Эти версии исключают друг друга, вследствие чего остаётся открытым вопрос об их достоверности — вплоть до маршрута движения армии через Джазиру и Арминиййу. Имеются и расхождения в хронологии кампании: источники приводят только две даты. Обычно таким датировкам, вплоть до месяца и даже дня, принято верить — однако между гибелью ал-Джарраха за 8 дней до конца рамадана и прибытием Масламы в шаввале (пусть даже в последний его день) насчитывается только 37 суток. Теоретически получение известия о разгроме армии под Ардебилом и его перенаправление ал-Хараши по почте, зимними горными дорогами Арминиййи, является возможным; существуют даже расчёты. Расстояние между крайними пунктами в 1200—1300 км в экстренных условиях возможно пересечь за 7—8 дней; принять решение и сформировать головную группу можно за 5 дней; срочная доставка группы к месту назначения возможна за 12—15 дней; передвижение обычным способом, к которому прибег Маслама, потребовало бы порядка 20 дней. Даже если принимать такие теоретические расчёты, приходится признать наличие у Масламы умысла присвоить себе все славу победы.

#### Покорение княжеств на Восточном Кавказе и закрепление в регионе
После разгрома хазар под Варсаном армия Масламы двинулась на Хайран — район между Курой и Ширваном. Правитель княжества поднял население на сопротивление — однако силы были заведомо неравны, столица княжества пала, защитники разбиты. Маслама прибег к тактике устрашения: всех активных защитников казнили, все укрепления снесли, а часть земли (вероятно, собственность правителя) стала поместьем Масламы. Репрессии имели успех: правители окрестных княжеств отказались от идеи вооружённого сопротивления и поспешили заключать мир ценой уплаты дани; так замирились княжества Ширван и Маскат в низовьях Самура. Из Маската были разосланы конные разъезды в сопредельные княжества, лежащие вверх по Самуру, а также в Лакз, Табаристан и Филан — все они вернулись с договорами о мире и материальными символами изъявления покорности. После этого армия арабов выступила к Дербенту.
Основной трудностью при осаде города являлось овладение цитаделью, расположенной на высокой горе, к тому же снабжавшейся водой по отдельному замаскированному водопроводу. Узнав о местонахождении источника от небескорыстного местного жителя, Маслама приказал зарезать в указанном месте несколько быков и слить их кровь в источник. Попавшая в цистерны вода быстро загнила, обороняться стало невозможно — и одной из ночей хазары оставили цитадель. Организовав преследование, Маслама настиг противника в районе Вабандара и, навязав бой, заставил отступить. Хронисты не упоминают никаких деталей боя, ограничиваясь стандартной формулировкой о том, что «Аллах обратил их в бегство». На этой победе Маслама приостановил продвижение в Закавказье и приступил к закреплению на местности — Дербент являлся крепостью, способной закрыть внешним противникам (на тот момент — хазарам) путь в Закавказье.
Порядка 24 тыс. сирийских арабов было переселено в Дербент вместе со своими семьями — из Дамаска, Химсы, Киннасрина и Джазиры. Ядро переселенцев составили бойы армии Масламы; все они получили жалования и пайки; сам город начал превращаться в полноценную крепость — с провиантским складом, арсеналом и иными атрибутами. Дербент стал центром не только военной силы, но и исламизации региона — именно отсюда началось распространение религии на Северный Кавказ. Маслама б. Абдалмалик в представлении местного населения вскоре стал чем-то вроде святого покровителя города — так, андалузский путешественник около 1131 г., свидетельствовал, что в окрестностях Дербента в пещере хранится меч, будто бы принадлежащий самому Масламе. Ещё позже в Дагестане Маслама б. Абдалмалик превратился в совершенно легендарную фигуру — Абу Муслима, в повествовании о котором проступают лишь крупицы исторических истин.
В первых числа марта 732 года Масламу на посту военачальника Арминиййи и Азербайджана сменился Марван б. Мухаммад б. Марван — сын того самого Мухаммада б. Марвана, который прославился своей небывалой жестокой расправой с армянскими феодалами. С его именем связывают наиболее крупные успехи в борьбе Халифата с хазарами — прежде всего потому, что Дербент приблизил исходные наступательные позиции мусульман к важным центрам Хазарского Каганата.

### Средняя Азия
В 727—728 годах Маслама совершил поход в Среднюю Азию и воевал в Синде.